# Папоротнянский сельсовет
Папоротнянский сельсовет (белор. Папаратнянскі сельсавет) — административная единица на территории Жлобинского района Гомельской области Республики Беларусь. Административный центр — агрогородок Папоротное.

## География
Расположен в юго-восточной части Жлобинского района.
Граничит с Доброгощанским, Октябрьским, Новомарковичским, Солонским и Стрешинским сельсоветами Жлобинского района Гомельской области.
Расстояние от аг. Папоротное до г. Жлобин – 20 км.

## Состав
Папоротнянский сельсовет включает 7 населённых пунктов:
- Борец — посёлок
- Возрождение — деревня
- Гелин — деревня
- Дубовая Гряда — посёлок
- Косаковка — деревня
- Новая Корма — деревня
- Папоротное — агрогородок